# Cláusula arbitraria
En el Derecho romano se entiende por Cláusula arbitraria una cláusula incluida en la fórmula, específicamente en la parte de la condemnatio, en la cual se faculta al juez para fijar las satisfacciones debidas al demandante, de manera que, si se cumplen, el demandado no cumple la condena.
Por ejemplo "Si el fundo Corneliano, acerca del cual se litiga, resulta ser de Aulo Agerio según el derecho de los quirites, y si este fundo no sea restituido a Aulo Agerio según tu arbitrio, a tanto dinero condena, Juez, a Numerio Negidio en favor de Aulo Agerio, cuanto valga el asunto al momento de la sentencia; si no resulta, absuelve.".
- Datos: Q5775462